# Nagasawa Kazuki
Nagasawa Kazuki (長澤 和輝 Nagasawa Kazuki, sinh ngày 16 tháng 12 năm 1991) là một cầu thủ bóng đá người Nhật Bản thi đấu ở vị trí tiền vệ cho Urawa Red Diamonds.

## Sự nghiệp
Nagasawa có màn ra mắt cho Yokohama F. Marinos ngày 3 tháng 4 năm 2013 ở J. League Cup trước Omiya Ardija khi anh vào sân từ phút thứ 76 và Yokohama nhận thất bại 1–0.

### 1. FC Köln
Ngày 23 tháng 12 năm 2013 có thông báo rằng Nagasawa đã ký hợp đồng với Đội bóng Đức 1. FC Köln sau quãng thời gian thử việc. Anh có màn ra mắt cho Koln ngày 9 tháng 2 năm 2014 trước SC Padersinh ngày 07. Anh vào sân từ phút thứ 68 thay cho Mišo Brečko và Koln thua 0–1.

## Thống kê sự nghiệp
Cập nhật đến ngày 23 tháng 2 năm 2017.
| Câu lạc bộ          | Mùa giải            | Giải vô địch | Giải vô địch | Cúp Quốc gia | Cúp Quốc gia | Cúp Liên đoàn | Cúp Liên đoàn | Quốc tế | Quốc tế   | Tổng    | Tổng      |
| Câu lạc bộ          | Mùa giải            | Số trận      | Bàn thắng    | Số trận      | Bàn thắng    | Số trận       | Bàn thắng     | Số trận | Bàn thắng | Số trận | Bàn thắng |
| ------------------- | ------------------- | ------------ | ------------ | ------------ | ------------ | ------------- | ------------- | ------- | --------- | ------- | --------- |
| Yokohama F. Marinos | 2013                | 0            | 0            | 0            | 0            | 1             | 0             | 0       | 0         | 1       | 0         |
| Köln                | 2013–14             | 10           | 0            | 0            | 0            | -             | -             | -       | -         | 10      | 0         |
| Köln                | 2014–15             | 10           | 0            | 2            | 0            | -             | -             | -       | -         | 12      | 0         |
| Köln                | 2015–16             | 1            | 0            | 1            | 0            | -             | -             | -       | -         | 2       | 0         |
| JEF United Chiba    | 2016                | 41           | 4            | 3            | 1            | -             | -             | -       | -         | 44      | 5         |
| Urawa Reds          | 2017                |              |              |              |              |               |               |         |           |         |           |
| Tổng cộng sự nghiệp | Tổng cộng sự nghiệp | 62           | 4            | 6            | 1            | 1             | 0             | 0       | 0         | 69      | 5         |

## Danh hiệu

### Câu lạc bộ
1. FC Köln
- 2. Bundesliga: 2013-14

Urawa Red Diamonds
- Giải vô địch bóng đá các câu lạc bộ châu Á: 2017